# Veronika Kappaurer
Veronika Kappaurer (20 ottobre 1971) è un'ex sciatrice alpina austriaca.

## Biografia
Specialista delle prove tecniche originaria di Bezau, in Coppa del Mondo la Kappaurer ottenne il primo piazzamento il 28 novembre 1993 a Santa Caterina Valfurva in slalom speciale (19ª), colse il miglior risultato il 14 gennaio 1996 a Garmisch-Partenkirchen nella medesima specialità (14ª) e prese per l'ultima volta il via il 2 febbraio 1997 a Laax sempre in slalom speciale, senza completare la prova. In Coppa Europa conquistò l'ultima vittoria, nonché ultimo podio, il 7 marzo 1997 a Les Arcs in slalom speciale; si ritirò al termine di quella stessa stagione 1996-1997 e la sua ultima gara fu lo slalom gigante dei Campionati austriaci 1997, disputato il 2 aprile a Sankt Anton am Arlberg e non completato dalla Kappaurer. Non prese parte a rassegne olimpiche o iridate.

## Palmarès

### Coppa del Mondo
- Miglior piazzamento in classifica generale: 62ª nel 1996

### Coppa Europa
- 4 podi (dati dalla stagione 1994-1995):
  - 1 vittoria
  - 2 secondi posti
  - 1 terzo posto

#### Coppa Europa - vittorie
| Data         | Località | Paese   | Specialità |
| ------------ | -------- | ------- | ---------- |
| 7 marzo 1997 | Les Arcs | Francia | GSL        |

Legenda:

SL = slalom speciale

### Campionati austriaci
- 2 medaglie[1]:
  - 2 bronzi (slalom gigante nel 1991; slalom speciale nel 1995)